# 光榮與夢想
《光榮與夢想：1932年至1972年美國社會實錄》（英語：The Glory and the Dream: A Narrative History of America, 1932-1972）是一部编年体的社會紀實作品，作者是美国记者威廉·曼彻斯特。全书对从大萧条到水门事件的四十年间的美国社会做了详尽的描述，涉及政治、军事、经济、文化、日常生活等各个方面。
- 林登·约翰逊（lyndon Johnson）
- 托马斯·迈尼汉（Thomas Minehan）[2]
- 约翰·B·凯利（John B. Kelly）
- 斯科茨伯勒男孩（英语：Scottsboro Boys）